# Lycosa wangi
Lycosa wangi este o specie de păianjeni din genul Lycosa, familia Lycosidae, descrisă de Yin, Peng și Wang, 1996. Conform Catalogue of Life specia Lycosa wangi nu are subspecii cunoscute.